# فدریگونی

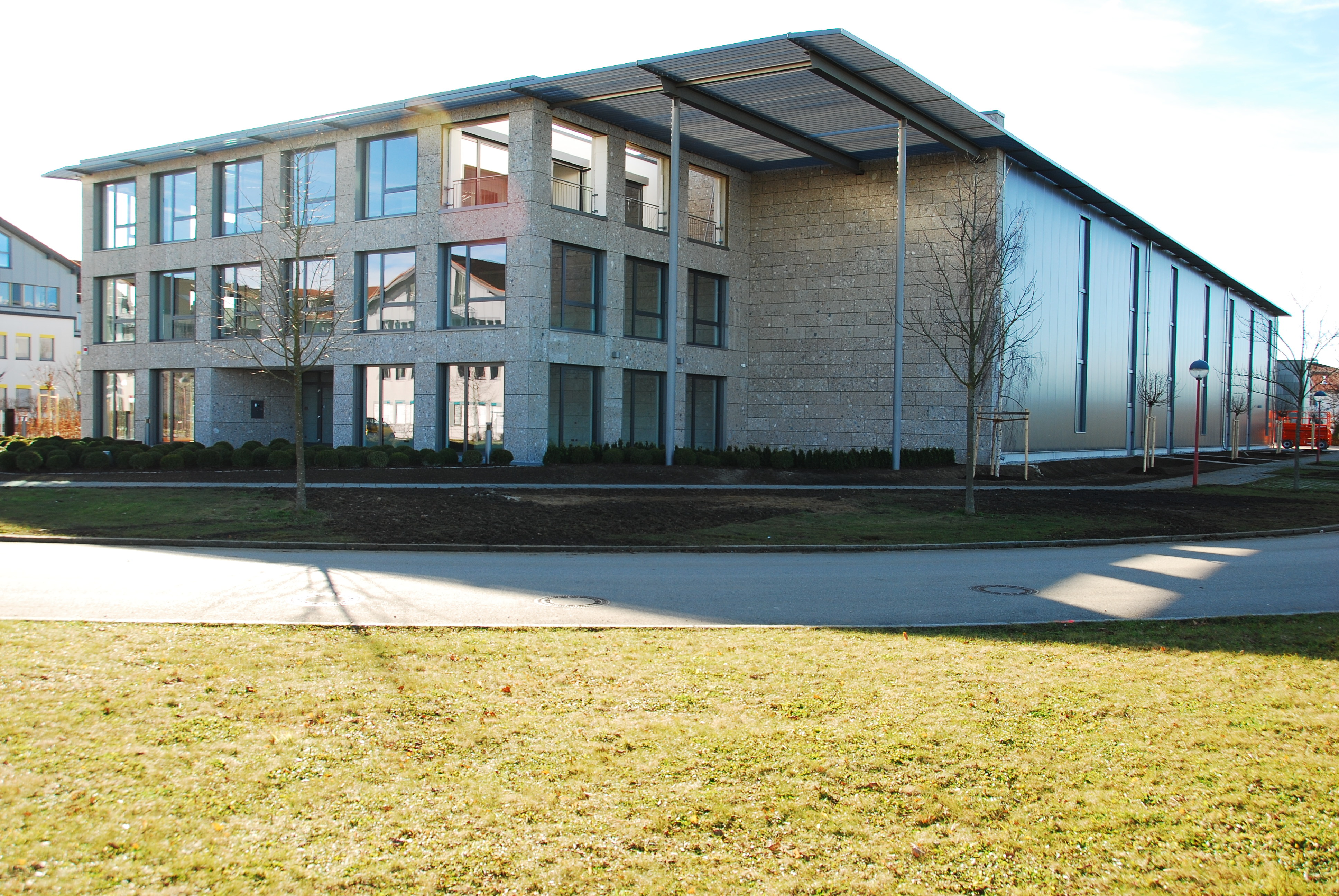
فدریگونی

فدریگونی (انگلیسی: Fedrigoni) شرکت کاغذبازی ایتالیایی است، که در سال ۱۸۸۸ تأسیس شد.